# دیل متال
دیل متال (انگلیسی: Diehl Metall) شرکت فولاد آلمانی است، که در سال ۱۹۰۲ تأسیس شد.